# キングスベリー郡 (サウスダコタ州)
キングスベリー郡（英: Kingsbury County）は、アメリカ合衆国サウスダコタ州の東部に位置する郡である。2010年国勢調査での人口は5,148人であり、2000年の5,815人から11.5％減少した。郡庁所在地はデスメット市（人口1,089人）であり、同郡で人口最大の町でもある。郡名はダコタ準州で著名であり、議会議員を数期務めたジョージ・W・キングスベリーとT・A・キングスベリーの兄弟に因んで名付けられた。

## 地理
アメリカ合衆国国勢調査局に拠れば、郡域全面積は864平方マイル (2,237.7 km2)であり、このうち陸地は838平方マイル (2,170.4 km2)、水域は25平方マイル (64.7 km2)で水域率は2.93％である。

### 主要高規格道路
- アメリカ国道14号線
- アメリカ国道81号線
- サウスダコタ州道25号線

### 隣接する郡
- ハムリン郡 - 北東
- ブルッキングズ郡 - 東
- レイク郡 - 南東
- マイナー郡 - 南
- ビードル郡 - 西
- クラーク郡 - 北西

### 湖
| - バッジャー湖 - チェリー湖 - マッド湖 - アルバート湖 - ヘンリー湖 - プレストン湖 - ジステッド湖 | - トンプソン湖 - ホワイトウッド湖 - プラム湖 - スプリング湖 - スピリット湖 - ツイン湖 |

## 人口動態
以下は2000年の国勢調査による人口統計データである。
| 基礎データ - 人口: 5,815人 - 世帯数: 2,406 世帯 - 家族数: 1,592 家族 - 人口密度: 3人/km2（7人/mi2） - 住居数: 2,724軒 - 住居密度: 1軒/km2（3軒/mi2） 人種別人口構成 - 白人: 98.54% - アフリカン・アメリカン: 0.05% - ネイティブ・アメリカン: 0.40% - アジア人: 0.29% - その他の人種: 0.19% - 混血: 0.53% - ヒスパニック・ラテン系: 0.69% 先祖による構成 - ドイツ系：36.2％ - ノルウェー系：22.5％ - デンマーク系：8.4％ - アメリカ人：7.0％ - アイルランド系：5.9％ 年齢別人口構成 - 18歳未満: 24.5% - 18-24歳: 6.1% - 25-44歳: 22.9% - 45-64歳: 22.4% - 65歳以上: 24.2% - 年齢の中央値: 43歳 - 性比（女性100人あたり男性の人口） - 総人口: 96.3 - 18歳以上: 95.9 | 世帯と家族（対世帯数） - 18歳未満の子供がいる: 27.9% - 結婚・同居している夫婦:59.0% - 未婚・離婚・死別女性が世帯主: 4.4% - 非家族世帯: 33.8% - 単身世帯: 31.5% - 65歳以上の老人1人暮らし: 17.8% - 平均構成人数 - 世帯: 2.34人 - 家族: 2.95人 収入と家計 - 収入の中央値 - 世帯: 31,262米ドル - 家族: 41,057米ドル - 性別 - 男性: 26,681米ドル - 女性: 19,174米ドル - 人口1人あたり収入: 16,522米ドル - 貧困線以下 - 対人口: 10.0% - 対家族数: 7.0% - 18歳未満: 13.5% - 65歳以上: 11.1% |

## 都市と町
- アーリントン
- バッジャー
- バンクロフト
- デスメット - 郡庁所在地
- アーウィン
- エズモンド
- ヘットランド
- レイクプレストン
- マンチェスター（ゴーストタウン）
- オセオラ
- オールダム

### 郡区
キングスベリー郡は下記13の郡区に分けられている。
| - バッジャー - ベイカー - デンバー - デスメット - エズモンド - ハートランド - イロコイ | - ルスール - マンチェスター - マシューズ - スピリット - スプリングレイク - ホワイトウッド |